# Nuoto ai Giochi della XXIX Olimpiade - Staffetta 4x200 metri stile libero femminile
La staffetta 4x200 metri stile libero femminile dei Giochi della XXIX Olimpiade si è svolta il 13 e 14 agosto 2008 presso dil Centro Acquatico Nazionale di Pechino, in Cina.

## Record
Prima di questa competizione, il record del mondo (WR) e il record olimpico (OR) erano i seguenti.
|  | 7'50"09 | Natalie Coughlin, Dana Vollmer, Lacey Nymeyer e Katie Hoff Stati Uniti    | 29 marzo 2007 Melbourne, Australia |
|  | 7'53"42 | Natalie Coughlin, Carly Piper, Dana Vollmer e Kaitlin Sandeno Stati Uniti | 18 agosto 2004 Atene, Grecia       |

Durante l'evento sono stati migliorati i seguenti record:
| Data      | Evento      | Atleta                             | Nazione   | Tempo   | Record |
| --------- | ----------- | ---------------------------------- | --------- | ------- | ------ |
| 13 agosto | 1ª batteria | Popchanka, Couderc, Muffat e Balmy | Francia   | 7'50"37 |        |
| 14 agosto | Finale      | Rice, Barratt, Palmer e Mackenzie  | Australia | 7'44"31 |        |

### Batterie
Si sono svolte 2 batterie di qualificazione. Le prime 8 squadre si sono qualificate direttamente per la finale.
- Mercoledì 13 agosto

| Pos | Batteria | Corsia | Nazione       | Atlete | Tempo   | Note |
| --- | -------- | ------ | ------------- | --- | ------- | ---- |
| 1   | 1        | 4      | Francia       | Alena Popchanka 1:58.27 Celine Couderc 1:58.92 Camille Muffat 1:57.32 Coralie Balmy 1:55.86                        | 7:50.37 | Q    |
| 2   | 2        | 4      | Stati Uniti   | Caroline Burckle 1:57.86 Christine Marshall 1:58.58 Kim Vandenberg 1:58.31 Julia Smit 1:57.68                      | 7:52.43 | Q    |
| 3   | 2        | 3      | Italia        | Renata Spagnolo 1:58.91 Flavia Zoccari 1:58.88 Alice Carpanese 1:59.50 Federica Pellegrini 1:56.09                 | 7:53.38 | Q    |
| 4   | 1        | 2      | Cina          | Yang Yu 1:57.49 Miao Tan 1:58.84 Jingzhi Tang 2:00.20 Qianwei Zhu 1:57.24                                          | 7:53.77 | Q    |
| 5   | 1        | 6      | Svezia        | Gabriella Fagundez 1:58.43 Ida Marko-Varga 1:58.40 Petra Granlund 1:59.67 Josefin Lillhage 1:57.33                 | 7:53.83 | Q    |
| 6   | 2        | 6      | Australia     | Felicity Galvez 1:58.00 Angie Bainbridge 1:58.17 Melanie Schlanger 2:00.99 Lara Davenport 1:57.94                  | 7:55.10 | Q    |
| 7   | 2        | 7      | Ungheria      | Ágnes Mutina 1:59.42 Evelyn Verrasztó 1:56.92 Eszter Dara 2:00.45 Zsuzsanna Jakabos 1:58.47                        | 7:55.26 | Q    |
| 8   | 2        | 2      | Giappone      | Haruka Ueda 1:58.09 Misaki Yamaguchi 1:57.93 Emi Takanabe 2:01.28 Maki Mita 1:58.33                                | 7:55.63 | Q    |
| 9   | 2        | 5      | Regno Unito   | Joanne Jackson 1:57.70 Melanie Marshall 1:58.44 Hannah Miley 1:59.95 Francesca Halsall 2:00.07                     | 7:56.16 |      |
| 10  | 1        | 1      | Canada        | Stephanie Horner 1:58.00 Genevieve Saumur 1:59.23 Erica Morningstar 2:00.91 Julia Wilkinson 1:58.12                | 7:56.26 |      |
| 10  | 1        | 3      | Paesi Bassi   | Femke Heemskerk 1:58.29 Ranomi Kromowidjojo 1:58.29 Saskia De Jonge 2:00.71 Manon Van Rooijen 1:59.31              | 7:56.60 |      |
| 12  | 1        | 5      | Germania      | Meike Freitag 1:58.09 Petra Dallmann 1:59.55 Daniela Samulski 2:01.67 Annika Lurz 1:58.80                          | 7:58.11 |      |
| 13  | 2        | 1      | Danimarca     | Julie Hjorth-Hansen 1:59.16 Micha Kathrine Oestergaar Jensen 2:01.67 Louise Mai Jansen 2:00.31 Lotte Friis 1:59.67 | 8:00.81 |      |
| 14  | 1        | 7      | Spagna        | Melania Felicitas Costa 2:00.92 Maria Fuster 2:00.00 Noemi Feliz 1:59.77 Arantxa Ramos 2:00.21                     | 8:00.90 |      |
| 15  | 1        | 8      | Polonia       | Paulina Barzycka 2:00.99 Katarzyna Wilk 2:02.78 Karolina Paulina Szczepaniak 2:01.94 Katarzyna Baranowska 2:01.69  | 8:07.40 |      |
| 16  | 2        | 8      | Nuova Zelanda | Helen Norfolk 2:00.24 Lauren Boyle 1:58.01 Hayley Palmer 1:59.92 Natasha Hind -                                    | DSQ     |      |

### Finale
- Giovedì 14 agosto

| Class | Corsia | Nazione     | Nome                                                                                                | Tempo   | Note |
| ----- | ------ | ----------- | --------------------------------------------------------------------------------------------------- | ------- | ---- |
|       | 7      | Australia   | Stephanie Rice 1:56.60 Bronte Barratt 1:56.58 Kylie Palmer 1:55.22 Linda Mackenzie 1:55.91          | 7:44.31 |      |
|       | 6      | Cina        | Yang Yu 1:56.79 Qianwei Zhu 1:56.64 Miao Tan 1:58.11 Jiaying Pang 1:54.39                           | 7:45.93 |      |
|       | 5      | Stati Uniti | Allison Schmitt 1:57.71 Natalie Coughlin 1:57.19 Caroline Burckle 1:56.70 Katie Hoff 1:54.73        | 7:46.33 |      |
| 4     | 3      | Italia      | Renata Spagnolo 1:58.31 Alessia Filippi 1:56.68 Flavia Zoccari 1:59.80 Federica Pellegrini 1:54.97  | 7:49.76 |      |
| 5     | 4      | Francia     | Coralie Balmy 1:56.57 Ophélie-Cyrielle Étienne 1:57.95 Aurore Mongel 1:58.62 Camille Muffat 1:57.52 | 7:50.66 |      |
| 6     | 1      | Ungheria    | Ágnes Mutina 1:58.17 Evelyn Verrasztó 1:57.80 Eszter Dara 2:00.39 Zsuzsanna Jakabos 1:59.17         | 7:55.53 |      |
| 7     | 8      | Giappone    | Haruka Ueda 1:58.44 Misaki Yamaguchi 1:58.51 Maki Mita 1:58.78 Emi Takanabe 2:01.83                 | 7:57.56 |      |
| 8     | 2      | Svezia      | Josefin Lillhage 2:00.48 Gabriella Fagundez 2:00.09 Ida Marko-Varga 1:58.58 Petra Granlund 2:00.68  | 7:59.83 |      |